# Municipio de Barraque
El municipio de Barraque (en inglés: Barraque Township) es un municipio ubicado en el condado de Jefferson en el estado estadounidense de Arkansas. En el año 2010 tenía una población de 2432 habitantes y una densidad poblacional de 28,94 personas por km².

## Geografía
El municipio de Barraque se encuentra ubicado en las coordenadas 34°26′48″N 92°9′18″O / 34.44667, -92.15500. Según la Oficina del Censo de los Estados Unidos, el municipio tiene una superficie total de 84.04 km², de la cual 79.39 km² corresponden a tierra firme y (5.54%) 4.65 km² es agua.

## Demografía
Según el censo de 2010, había 2432 personas residiendo en el municipio de Barraque. La densidad de población era de 28,94 hab./km². De los 2432 habitantes, el municipio de Barraque estaba compuesto por el 93.13% blancos, el 3.58% eran afroamericanos, el 0.21% eran amerindios, el 0.45% eran asiáticos, el 0.04% eran isleños del Pacífico, el 0.49% eran de otras razas y el 2.1% pertenecían a dos o más razas. Del total de la población el 1.85% eran hispanos o latinos de cualquier raza.